# Tsatsiki, morsan och polisen
Tsatsiki, morsan och polisen är en svensk-dansk-norsk-isländsk dramafilm som hade biopremiär i Sverige den 1 oktober 1999, i regi av Ella Lemhagen med Samuel Haus och Alexandra Rapaport i huvudrollerna. Filmen är baserad på Moni Nilsson-Brännströms berättelser om  pojken Tsatsiki. Den bygger på de två första böckerna om honom: Tsatsiki och Morsan från 1995 och Tsatsiki och Farsan från 1996.

## Handling
Tsatsiki är en pojke i lågstadieåldern som bor med sin mamma i Stockholm. Mamman sjunger i rockbandet Imaginary Friends (IF) tillsammans med sin stygga pojkvän. Fast det finns även en annan person hon är intresserad av. En äldre klokare polis som det är mera ordning på som tycker om henne med. Samtidigt går Tsatsiki med i denna process och han drömmer om att få åka tillbaka till sin biologiska pappa i Grekland. Än så länge är basisten och polisen Göran som en "låtsaspappa" för honom.

## Om filmen
Filmen erövrade de mest prestigefyllda Guldbaggarna, för bästa film, bästa regi, bästa manus och bästa foto. Samuel Haus tilldelades Nyhetsmorgons och Nils Petter Sundgrens pris Guldsolen för sin roll som Tsatsiki. Fotograf vid inspelningen var Anders Bohman. 

## Rollista
- Samuel Haus - Tsatsiki
- Alexandra Rapaport - Tina (Morsan)
- Jacob Ericksson - Göran, polis
- Jonas Karlsson - Niklas, basist i Imaginary Friends
- George Nakas - Yannis, Tsatsikis pappa
- Sam Kessel - Per Hammar
- Kasper Lindström - Wille
- Maria Bonnevie - Elin, eldslukaren
- Minken Fosheim - fröken
- Helge Jordal - Mårtens pappa
- Henric Holmberg - rektorn
- Christina Stenius - expediten
- Lena B. Eriksson - Marias mamma
- Isa Engström - Maria Grynwall
- Marcus Hasselborg - Mårten
- Maria Hazell - Sara
- Barn från Lyrfågelskolan och Stavreskolan i Trollhättan

### Fotnoter
1. ↑  ”Tsatsiki, morsan och polisen”. Svensk filmdatabas. 1 oktober 1999. http://www.sfi.se/sv/svensk-filmdatabas/Item/?itemid=40615&type=MOVIE&iv=Basic. Läst 22 september 2016.